# Graziella Schmitt
Graziella de Cássia Schmitt Silva (Três de Maio, 26 de maio de 1981) é uma atriz brasileira.

## Filmografia

### Televisão
| Ano     | Título                | Personagem / Cargo                             | Nota                                  |
| ------- | --------------------- | ---------------------------------------------- | ------------------------------------- |
| 1995–99 | Xuxa Park             | Paquita (Grazie Modelão) (assistente de palco) |                                       |
| 1995–97 | Xuxa Hits             | Paquita (Grazie Modelão) (assistente de palco) |                                       |
| 1997–99 | Planeta Xuxa          | Paquita (Grazie Modelão) (assistente de palco) |                                       |
| 1999–00 | Planeta Xuxa          | Gata do Planeta (assistente de palco)          |                                       |
| 2002    | Sandy & Junior        | Laila Costa Bastos                             | Temporada 4                           |
| 2002–03 | TV Globinho           | Apresentadora                                  |                                       |
| 2004–05 | Malhação              | Viviane dos Reis Schneider (Vivi)              | Temporadas 11–12                      |
| 2006    | Sob Nova Direção      | Filha da Belinha                               | Episódio: "Futuro de Matar"           |
| 2007    | A Turma do Didi       | Hanna                                          | Episódio: "2 de agosto"               |
| 2007    | Pé na Jaca            | Renatinha                                      | Episódios: "3–11 de abril"            |
| 2008    | Por Toda a Minha Vida | Mina                                           | Episódio: "Mamonas Assassinas"        |
| 2008    | A Favorita            | Tina                                           | Episódios: "4 de julho–9 de setembro" |
| 2009    | Amorais               | Karina                                         |                                       |
| 2009    | A Turma do Didi       | Laila                                          | Episódio: "4 de setembro"             |
| 2009–10 | Malhação ID           | Letícia Dos Santos                             | Temporada 17                          |
| 2011    | Amor e Revolução      | Maria Paixão                                   |                                       |
| 2013    | O Dentista Mascarado  | Secretária                                     | Episódio: "31 de maio"                |
| 2013    | Belmonte              | Paula Belmonte                                 | Protagonista                          |
| 2016    | E Aí... Comeu?        | Priscila                                       | Episódio: "29 de agosto"              |
| 2017    | O Rico e Lázaro       | Dana Bach                                      |                                       |
| 2018    | Lia                   | Raquel Paddan                                  |                                       |
| 2023    | Reis                  | Naava                                          |                                       |

### Cinema
| Ano  | Título                                   | Papel |
| ---- | ---------------------------------------- | ----- |
| 1999 | Xuxa Requebra                            | Aluna |
| 2008 | Teus Olhos Meus                          | Lígia |
| 2009 | Flordelis - basta uma palavra para mudar | Rose  |

## Teatro
| Ano  | Peça                                         | Nota                    |
| ---- | -------------------------------------------- | ----------------------- |
| 2003 | A Exceção e a Regra                          | de Bertolt Brecht       |
| 2005 | Gotham City                                  | de Sérgio Penna         |
| 2005 | Beijos de Verão                              | de Domingos de Oliveira |
| 2005 | Beijo na Boca                                | de Carlos Thiré         |
| 2006 | Electra                                      | de Carlos Thirê         |
| 2006 | Rapunzel                                     | dir. Walcyr Carrasco    |
| 2008 | Limpe todo Sangue Antes que Manche o Carpete | de Jô Bilac             |
| 2010 | Confronto                                    | de Domingos Oliveira    |
| 2010 | Senhorita Júlia                              | de August Strindberg    |
| 2013 | Bonitinha, mas ordinária                     | de Nelson Rodrigues     |